# Station Bujaki
Station Bujaki is een spoorwegstation in de Poolse plaats Bujaki.